# Nap, széna és pár pofon
A Nap, széna és pár pofon (Slunce, seno a pár facek) 1988-ban bemutatott csehszlovák komédia, a nagysikerű Nap, széna, eper című film folytatása. A filmet az előző rész helyszínéül szolgáló Hoštice-ben forgatták.

## Cselekmény
A kis faluban készülődnek Blažena és Venca esküvőjére, de a boldogság véget ér, mikor beállít a gazdag mérnöknő Gabina, akivel régen Vencának futó kapcsolata volt. A kocsmában elmondja régi barátnőjének Milunának, hogy kisfia született és miután Prágában élő férje meghalt felkeresi a vér szerinti apát, aki nem más, mint a TSZ-ben dolgozó Béda, akibe régóta szerelmes. Béda, hogy védje magát, mivel Évikével jár együtt, elterjeszti a faluban a pletykát, miszerint Gabinának Vencától van gyermeke. Miluna, akinek érdekében áll, hogy Blažena és Venca ne házasodjanak össze, csak erősíti ezt. Skopekné és Venca anyja dühösen egymásnak esnek, és elkezdődik a háborúskodás a két család között. Skopekné először a TSZ-nél dolgozó kövér Jozefet akarja Blažena mellé, majd a doktor urat próbálja győzködni. Vence hiába bizonygatja, hogy közte és a mérnöknő közt soha nem volt semmi, de végül Blažena hisz neki.
Eközben a televízió megkeresi a TSZ-t, hogy náluk forgatnának a tehenekkel folytatott zenés fejéses kísérlet miatt. A két nő állandó háborúskodása tönkreteszi az előkészületeket. Skopekné azt szeretné, ha a tévé kijönne a lagziba, amit a doktorral szeretne lebonyolítani. Közben a fiatalok a tanárnő segítségével kijátsszák őket, és titokban összeházasodnak. Blažena hiába próbálja elmondani az anyjának, az oda se figyel rá. A nagy napon hatalmas vendégsereg jön össze Skopekéknál, a tévések is felbukkannak a "hamisítatlan dél-csehországi lagziban". A nászmenetet aztán a váratlanul megérkező mérnöknő állítja meg, aki mindenki tudomására hozza, hogy a gyerekének az apja bizony Béda. Tömegverekedés tör ki, amit a tévé is felvesz, amit csak a tanárnő szakít félbe, aki elmondja mindenkinek, hogy Blažena és Venca már összeházasodtak. Miközben a fiatalok megszöknek, a tanárnő és a doktor úr is egymásra találnak.

## Szereplők
| Színész           | Szerep                    | Magyar hang          |
| ----------------- | ------------------------- | -------------------- |
| Helena Ruzicková  | Skopekné                  | Molnár Piroska       |
| Stanislav Tríska  | Skopek                    | Faragó András        |
| Veronika Kánská   | Blazena                   | Zsigmond Tamara      |
| Martin Sotola     | Jirka                     | Czető Ádám           |
| Valérie Kaplanová | Nagymama                  | Illyés Mari          |
| Marie Svecová     | Kelisová                  | Gyimesi Pálma        |
| Marie Pilátová    | Konopnik asszony          | Bókai Mária          |
| Václav Troska     | Konopník                  | Varga Tamás          |
| Bronek Cerny      | Venca                     | Betz István          |
| Jirí Lábus        | Béda                      | Galbenisz Tomasz     |
| Ludek Kopriva     | Otík atya                 | Cs. Németh Lajos     |
| Petra Pysova      | Miluna                    | Solecki Janka        |
| Jirí Ruzicka      | Dagadt "Pepa" Jozef       | Németh Gábor         |
| Josef Stárek      | Dr. Kája Kroupa           | Szabó Sipos Barnabás |
| Katerina Lojdová  | Gábina Tejfarová mérnöknő | Orosz Anna           |

## Érdekességek
- A Jozefet játszó Jiři Růžička a való életben a Skopeknét játszó Helena Růžičková fia.
- Skopekné a televízió kamerái előtt utal arra, hogy Hostice arról is híres falu, hogy ott forgatták a "Nap, széna, eper" című filmet, amely filmnek igazából ők a szereplői.